# Coupe d'Afrique des nations de football 1990
 (décembre 2023).
Si vous disposez d'ouvrages ou d'articles de référence ou si vous connaissez des sites web de qualité traitant du thème abordé ici, merci de compléter l'article en donnant les références utiles à sa vérifiabilité et en les liant à la section « Notes et références ».
Navigation
Maroc 1988 Sénégal 1992
La Coupe d'Afrique des nations de football 1990 est la 17e édition de la Coupe d'Afrique des nations de football (CAN), compétition organisée par la Confédération africaine de football et rassemblant les meilleures équipes masculines africaines. Elle se déroule en Algérie du 2 au 16 mars 1990.
Le match d'ouverture ainsi que la finale se jouent au Stade du 5-Juillet-1962 à Alger. C'est la première fois que l'Algérie organisera cet événement.
C'est le pays-hôte qui remporte la compétition pour la première fois de son histoire face au Nigeria.

## Qualifications
Les 32 nations inscrites à la compétition ont disputé 3 tours de qualifications pour se qualifier au tournoi final.

### Nations qualifiés
| Pays          | Qualification     | Participations                                                        |
| ------------- | ----------------- | --------------------------------------------------------------------- |
| Algérie       | Pays organisateur | 6 (1968, 1980, 1982, 1984, 1986, 1988)                                |
| Cameroun      | Tenant du titre   | 6 (1970, 1972, 1982, 1984, 1986, 1988)                                |
| Égypte        | Tour préliminaire | 11 (1957, 1959, 1962, 1963, 1970, 1974, 1976, 1980, 1984, 1986, 1988) |
| Côte d'Ivoire | Tour préliminaire | 8 (1965, 1968, 1970, 1974, 1980, 1984, 1986, 1988)                    |
| Nigeria       | Tour préliminaire | 7 (1963, 1976, 1978, 1980, 1982, 1984, 1988)                          |
| Zambie        | Tour préliminaire | 4 (1974, 1978, 1982, 1986)                                            |
| Sénégal       | Tour préliminaire | 3 (1965, 1968, 1986)                                                  |
| Kenya         | Tour préliminaire | 2 (1972, 1988)                                                        |

## Tournoi final

### Groupes
Groupe A (matchs à Alger)
- Algérie
- Côte d'Ivoire
- Égypte
- Nigeria

Groupe B (matchs à Annaba)
- Cameroun
- Kenya
- Sénégal
- Zambie

### Stades
- Stade 5-Juillet-1962 (Alger)
- Stade du 19-Mai-1956 (Annaba)

### Listes des arbitres[1]
- Président du comité d'arbitrage à la CAF :  Farah Odu

Groupe A (matchs à Alger)
- Abdelali Naciri
- Ally Hafidhi
- Badara Sène
- Idrissa Sarr
- Laurent Petcha
- Eganaden Cadressen
- Jean-Fidèle Diramba
- Shizuo Takada

Groupe B (matchs à Annaba)
- Mohamed Hansal
- Karim Camara
- Mohamed Hossameldin
- Neji Jouini
- Badu Gassa
- Idrissa Traoré
- Mawukpona Hounnake-Kouassi
- Jamal Al Sharif
- Racini Angoa

### Résultats

#### Groupe A
1re journée
| blanc                            |
| Remplaçants :                    |
| rahim , djahnit , meftah , kadri |
| Entraîneur :                     |
| Kermali                          |

| vert                                         |
| Remplaçants :                                |
| ossi , okocha , onjikwé , simitossi , bazoay |
| Entraîneur :                                 |
| Sebastien Brodrik                            |

| blanc                            |
| Remplaçants :                    |
| rahim , djahnit , meftah , kadri |
| Entraîneur :                     |
| Kermali                          |

| vert                                         |
| Remplaçants :                                |
| ossi , okocha , onjikwé , simitossi , bazoay |
| Entraîneur :                                 |
| Sebastien Brodrik                            |

| samedi 3 mars 1990 | Côte d'Ivoire                 | 3 – 1 | Égypte          | Stade du 5-Juillet-1962, Alger                                |                                                               |
| 15h                | A. Traoré 53e 60e · Maguy 73e |       | 75e Abdelrahman | Spectateurs : 14 000 Diffuseur : RTA Arbitrage : Ally Hafidhi | Spectateurs : 14 000 Diffuseur : RTA Arbitrage : Ally Hafidhi |
| 15h                | Rapport                       |       |                 | Spectateurs : 14 000 Diffuseur : RTA Arbitrage : Ally Hafidhi | Spectateurs : 14 000 Diffuseur : RTA Arbitrage : Ally Hafidhi |

2e journée
| lundi 5 mars 1990 | Nigeria   | 1 – 0 | Égypte | Stade du 5-Juillet-1962, Alger                  |                                                 |
| 17h(gmt)          | Yekini 8e |       |        | Spectateurs : 47 000 Arbitrage : Laurent Petcha | Spectateurs : 47 000 Arbitrage : Laurent Petcha |
| 17h(gmt)          | Rapport   |       |        | Spectateurs : 47 000 Arbitrage : Laurent Petcha | Spectateurs : 47 000 Arbitrage : Laurent Petcha |

| lundi 5 mars 1990 | Algérie                                          | 3 – 0 | Côte d'Ivoire | Stade du 5-Juillet-1962, Alger                |                                               |
| 19h15 (gmt)       | Menad 23e · Chérif El-Ouazzani 81e · Oudjani 82e |       |               | Spectateurs : 85 000 Arbitrage : Idrissa Sarr | Spectateurs : 85 000 Arbitrage : Idrissa Sarr |
| 19h15 (gmt)       | Rapport                                          |       |               | Spectateurs : 85 000 Arbitrage : Idrissa Sarr | Spectateurs : 85 000 Arbitrage : Idrissa Sarr |

3e journée
| Entraîneur : |
| Westerhof    |

| Entraîneur :       |
| Rad Onia Tovitch . |

| Entraîneur : |
| Westerhof    |

| Entraîneur :       |
| Rad Onia Tovitch . |

| Entraîneur :       |
| Abdelhamid Kermali |

| Entraîneur :  |
| Hany Mustapha |

| Entraîneur :       |
| Abdelhamid Kermali |

| Entraîneur :  |
| Hany Mustapha |

| Place | Club          | Pts | J | G | N | P | Buts + | Buts - | Diff. |
| 1er   | Algérie       | 6   | 3 | 3 | 0 | 0 | 10     | 1      | +9    |
| 2e    | Nigeria       | 4   | 3 | 2 | 0 | 1 | 3      | 5      | -2    |
| 3e    | Côte d'Ivoire | 2   | 3 | 1 | 0 | 2 | 3      | 5      | -2    |
| 4e    | Égypte        | 0   | 3 | 0 | 0 | 3 | 1      | 6      | -5    |

#### Groupe B
1re journée
| samedi 3 mars 1990 | Zambie        | 1 – 0 | Cameroun | Stade du 19-Mai-1956, Annaba                                                                                               | |
| 17h (gmt)          | Chikabala 58e |       |          | Spectateurs : 25 000 Diffuseur : ENTV (Direct ) Arbitrage : Neji Jouini Arbitres assistants : Cherif Jamel et Karim Camara | Spectateurs : 25 000 Diffuseur : ENTV (Direct ) Arbitrage : Neji Jouini Arbitres assistants : Cherif Jamel et Karim Camara |
| 17h (gmt)          | Rapport       |       |          | Spectateurs : 25 000 Diffuseur : ENTV (Direct ) Arbitrage : Neji Jouini Arbitres assistants : Cherif Jamel et Karim Camara | Spectateurs : 25 000 Diffuseur : ENTV (Direct ) Arbitrage : Neji Jouini Arbitres assistants : Cherif Jamel et Karim Camara |

| samedi 3 mars 1990 | Sénégal | 0 – 0 | Kenya | Stade du 19-Mai-1956, Annaba                                               |                                                                            |
| 19h15 (gmt)        |         |       |       | Spectateurs : 13 000 Diffuseur : ENTV (Diféré ) Arbitrage : Idrissa Traoré | Spectateurs : 13 000 Diffuseur : ENTV (Diféré ) Arbitrage : Idrissa Traoré |
| 19h15 (gmt)        | Rapport |       |       | Spectateurs : 13 000 Diffuseur : ENTV (Diféré ) Arbitrage : Idrissa Traoré | Spectateurs : 13 000 Diffuseur : ENTV (Diféré ) Arbitrage : Idrissa Traoré |

2e journée
| mardi 6 mars 1990 | Zambie      | 1 – 0 | Kenya | Stade du 19-Mai-1956, Annaba                                |                                                             |
| 17h (gmt)         | Makwaza 40e |       |       | Spectateurs : 11 000 Arbitrage : Mawukpona Hounnake-Kouassi | Spectateurs : 11 000 Arbitrage : Mawukpona Hounnake-Kouassi |
| 17h (gmt)         | Rapport     |       |       | Spectateurs : 11 000 Arbitrage : Mawukpona Hounnake-Kouassi | Spectateurs : 11 000 Arbitrage : Mawukpona Hounnake-Kouassi |

| mardi 6 mars 1990 | Sénégal                | 2 – 0 | Cameroun | Stade du 19-Mai-1956, Annaba                     |                                                  |
| 19h15(gmt)        | Diallo 45e · N'Dao 56e |       |          | Spectateurs : 22 000 Arbitrage : Jamal Al Sharif | Spectateurs : 22 000 Arbitrage : Jamal Al Sharif |
| 19h15(gmt)        | Rapport                |       |          | Spectateurs : 22 000 Arbitrage : Jamal Al Sharif | Spectateurs : 22 000 Arbitrage : Jamal Al Sharif |

3e journée
| Entraîneur : |
| Hans Peter   |

| Entraîneur :  |
| Claude Le roi |

| Entraîneur : |
| Hans Peter   |

| Entraîneur :  |
| Claude Le roi |

| Entraîneur : |
| Nypsyatchi   |

| Entraîneur :   |
| Mohamed Khairy |

| Entraîneur : |
| Nypsyatchi   |

| Entraîneur :   |
| Mohamed Khairy |

| Place | Club     | Pts | J | G | N | P | Buts + | Buts - | Diff. |
| 1er   | Zambie   | 5   | 3 | 2 | 1 | 0 | 2      | 0      | +2    |
| 2e    | Sénégal  | 4   | 3 | 1 | 2 | 0 | 2      | 0      | +2    |
| 3e    | Cameroun | 2   | 3 | 1 | 0 | 2 | 2      | 3      | -1    |
| 4e    | Kenya    | 1   | 3 | 0 | 1 | 2 | 0      | 3      | -3    |

#### Demi-finales
| lundi 12 mars 1990 | Zambie  | 0 – 2 | Nigeria                    | Stade du 19-Mai-1956, Annaba                 |                                              |
| 19h15 (gmt)        |         |       | 18e Okechukwu · 77e Yekini | Spectateurs : 27 000 Arbitrage : Badara Sène | Spectateurs : 27 000 Arbitrage : Badara Sène |
| 19h15 (gmt)        | Rapport |       |                            | Spectateurs : 27 000 Arbitrage : Badara Sène | Spectateurs : 27 000 Arbitrage : Badara Sène |

| lundi 12 mars 1990 | Algérie              | 2 – 1 | Sénégal          | Stade du 5-Juillet-1962, Alger                 |                                                |
| 16h30 (gmt)        | Menad 4e · Amani 62e |       | 20e (csc) Serrar | Spectateurs : 85 000 Arbitrage : Shizuo Takada | Spectateurs : 85 000 Arbitrage : Shizuo Takada |
| 16h30 (gmt)        | Rapport              |       |                  | Spectateurs : 85 000 Arbitrage : Shizuo Takada | Spectateurs : 85 000 Arbitrage : Shizuo Takada |

#### Match pour la3eplace
| Remplaçants :                                      |
| msiska , mwanza , mwitwa , chansa , munba , mvanza |
| Entraîneur :                                       |
| Samuel N'dolovo                                    |

| Remplaçants :                                       |
| cheikh seck (gb) , teuw , cissé , m'bagne , gueye . |
| Entraîneur :                                        |
| Claude Leroy                                        |

| Remplaçants :                                      |
| msiska , mwanza , mwitwa , chansa , munba , mvanza |
| Entraîneur :                                       |
| Samuel N'dolovo                                    |

| Remplaçants :                                       |
| cheikh seck (gb) , teuw , cissé , m'bagne , gueye . |
| Entraîneur :                                        |
| Claude Leroy                                        |

#### Finale
| Sélectionneur :             |
| Abdel Hamid Kermali Algérie |

| Entraîneur :      |
| Clemens Westerhof |

| Sélectionneur :             |
| Abdel Hamid Kermali Algérie |

| Entraîneur :      |
| Clemens Westerhof |

| Algérie | Nigeria |

| Algérie :          |    |                           |     |     |
|                    |    |                           |     |     |
| Gardien de but     | 22 | Antar Osmani              |     |     |
|                    | 5  | Messaoud Aït Abderrahmane |     |     |
|                    | 4  | Ali Benhalima             |     |     |
|                    | 20 | Fodil Megharia            |     |     |
|                    | 15 | Abdelhakim Serrar         |     |     |
|                    | 14 | Tahar Chérif El-Ouazzani  |     | 85e |
|                    | 8  | Djamel Amani              | 62e |     |
|                    | 18 | Moussa Saïb               |     |     |
|                    | 11 | Rabah Madjer              |     |     |
|                    | 10 | Chérif Oudjani            |     | 90e |
|                    | 9  | Djamel Menad              |     |     |
| Remplaçants :      |    |                           |     |     |
|                    | 16 | Kamel Kadri               |     |     |
|                    | 19 | Tarek Lazizi              |     |     |
|                    | 6  | Mahieddine Meftah         |     | 85e |
|                    | 12 | Nacer Bouiche             |     |     |
|                    | 17 | Mohamed Rahem             |     | 90e |
| Entraîneur :       |    |                           |     |     |
| Abdelhamid Kermali |    |                           |     |     |

| Nigeria :         |    |                  |     |     |
|                   |    |                  |     |     |
| Gardien de but    | 1  | Alloysius Agu    |     |     |
|                   | 4  | Uche Okechukwu   |     |     |
|                   | 19 | Isaac Semitoje   |     |     |
|                   | 13 | Herbert Anijekwu |     |     |
|                   | 3  | Andrew Uwe       |     | 13e |
|                   | 8  | Moses Kpakor     |     |     |
|                   | 6  | Thompson Oliha   | 31e |     |
|                   | 10 | Emmanuel Okocha  |     |     |
|                   | 7  | Ayodele Ogunlana |     | 69e |
|                   | 9  | Rashidi Yekini   |     |     |
|                   | 17 | Friday Elahor    | 44e |     |
| Remplaçants :     |    |                  |     |     |
|                   | 18 | Christian Obi    |     |     |
|                   | 2  | Aminu Abdul      |     | 13e |
|                   | 11 | Ademola Adeshina |     |     |
|                   | 20 | Baldwin Bazuaye  |     |     |
|                   | 14 | Daniel Amokachi  |     | 69e |
| Sélectionneur :   |    |                  |     |     |
| Clemens Westerhof |    |                  |     |     |

| Assistants : Abdelali Naciri Idrissa Sarr |

### Classement de la compétition
| |               |                         |
| \| Place \| Nation \| Stade de la compétition \| \| ------------------ \| ------------- \| ----------------------- \| \| Médaille d'or \| Algérie \| Vainqueur \| \| Médaille d'argent \| Nigeria \| Finaliste \| \| Médaille de bronze \| Zambie \| Demi-finale \| \| 4 \| Sénégal \| Demi-finale \| \| 5 \| Cameroun T \| Premier tour \| \| 6 \| Côte d'Ivoire \| Premier tour \| \| 7 \| Kenya \| Premier tour \| \| 8 \| Égypte \| Premier tour \| |               |                         |
| Place | Nation        | Stade de la compétition |
| Médaille d'or | Algérie       | Vainqueur               |
| Médaille d'argent | Nigeria       | Finaliste               |
| Médaille de bronze | Zambie        | Demi-finale             |
| 4 | Sénégal       | Demi-finale             |
| 5 | Cameroun T    | Premier tour            |
| 6 | Côte d'Ivoire | Premier tour            |
| 7 | Kenya         | Premier tour            |
| 8 | Égypte        | Premier tour            |

### Résumé par équipe
| Équipe        | Matches | Victoires | Nuls | Défaites | BP | BC | Diff. | Progression             |
| ------------- | ------- | --------- | ---- | -------- | -- | -- | ----- | ----------------------- |
| Algérie       | 5       | 5         | 0    | 0        | 13 | 2  | +11   | Vainqueur               |
| Nigeria       | 5       | 3         | 0    | 2        | 5  | 6  | -1    | Finaliste               |
| Zambie        | 5       | 3         | 1    | 1        | 3  | 2  | +1    | Demi-finale (troisième) |
| Sénégal       | 5       | 1         | 2    | 2        | 3  | 3  | 0     | Demi-finale (quatrième) |
| Cameroun      | 3       | 1         | 0    | 2        | 2  | 3  | -1    | Premier Tour            |
| Côte d'Ivoire | 3       | 1         | 0    | 2        | 3  | 5  | -2    | Premier Tour            |
| Kenya         | 3       | 0         | 1    | 2        | 0  | 3  | -3    | Premier Tour            |
| Égypte        | 3       | 0         | 0    | 3        | 1  | 6  | -5    | Premier Tour            |

### Équipe type de la compétition
| Gardien      | Défenseurs                                                | Milieux                                                         | Attaquants                     | Sélectionneur      |
| ------------ | --------------------------------------------------------- | --------------------------------------------------------------- | ------------------------------ | ------------------ |
| Antar Osmani | Ali Benhalima André Kana-Biyik Arsène Hobou Samuel Chomba | Djamel Amani Rabah Madjer Tahar Chérif El-Ouazzani Moses Kpakor | Djamel Menad Webster Chikabala | Abdelhamid Kermali |

### coupe du fair play
- la Zambie a remportée le trophée de l'équipe la plus displignée de cette can 1990 .
- Source :
- El-Mountakheb  N° 224 du samedi 17 mars 1990 page 6 . (archives de m'hammed z) .

### Trophée du Meilleur Joueur
- (APS) ce trophée été offert par la revue Afrique Football et L'ANEP , le jeudi 15 mars 1990 à Alger , les jurys des journalistes algériens et presse étrangers ont choisi le joueur Rabah Madjer comme le meilleur footballeur de cette can 1990.
- le jury été composé de : - Mustapha Fahmi (secrétaire général de la caf) , Mohamed Raouraoua (directeur général de l' ANEP) , Hédi Hamel (DG de la Revue: Afrique Football) , Rachid Mekhloufi (membre comité technique de la FAF) et Bachir Chérif (président du comité de la presse et médias du comité d'organisation de la can 1990 en Algérie) .
- À la suite du sondage effectué sur l'ensemble des 42 voix ont choisi 22 joueurs cités , Madjer est classé premier avec 75 points , suivi de chérif el-ouazani (Algérie) avec 46 points , en 3e position on trouve le nigérian Rachid Yékini avec 21 points , wéni chikabala (Zambie) 21 points , djamel menad (Algérie) 21 points .
- Source :
- Le Quotidien algérien Arabophone  Al-Chaab  du samedi 17 mars 1990 page 7 (dans le supplément-sports) , archives de m'hammed z , Algérie .

### Meilleurs buteurs
| 4 buts - Djamel Menad 3 goals - Djamel Amani - Rashidi Yekini 2 goals - Rabah Madjer - Chérif Oudjani - Emmanuel Maboang - Abdoulaye Traoré - Webby Chikabala |

### notes et références
- le programme de la 17e CAN 1990 , paru sur le Quotidien   El-djemhouria  N° 7730 du jeudi 1er mars 1990 page 6 , dans le supplément-sports .
- le match entre l'Égypte et la Côte d'Ivoire est décalé du vendredi 2 mars 1990 à 20 h 15heurs algérienne (19 h 15 gmt) au samedi 3 mars 1990 à (15 h gmt) à la suite de l'arrivée tardive des Égyptiens qui ont déclaré avant qu'ils boycottent cette manifestation africaine .